# Cronholm (släkt)
Cronholm är en skånskt släkt med ursprung i Landskrona. 

## Historik
Släkten härstammar från handelsmannen Hans Mickelsson i Landskrona, död 1698. Två av hans söner, en brorson, en dotterson och en dotterdotters familj antog familjenamnet Cronholm. Sonen Mickel Hansson Cronholm och dotterdottern Gundela Larsdotters barn blev de som förde släktnamnet vidare.
Hans Mikalessons son Mickel Hansson Cronholm (1667–1737) var rådman i Landskrona. Bland hans ättlingar märks kyrkoherden och matematikern Johan Christopher Cronholm (1750-1809). Mikael hade sonen Lars Cronholm som var far till handelsmannen Michael Cronholm (1768-1837) i Ystad. Hans son Lars (Andreas) Cronholm, född i Ystad 1802, övertog faderns handelshus, men kom att ägna sig åt godsförvaltning och dog i koleran i Lund 1858. Han var gift med Helena Johanna Berlin. Paret fick åtta barn, varav äldste sonens ättlingar finns i USA. Sönerna Anders Axel Wigilius Cronholm och Leopold Alarik Gomer Cronholm svarar för släkten Cronholms vidare svenska öden.
Gundela Larsdotter var gift med Åke Olofsson, som tog namnet Cronholm liksom Gundelas mor och morbröder. Gundela och Åke hade sonsonen Frans Cronholm, som var borgmästare i Landskrona. Denne hade sönerna Abraham Peter Cronholm (1809-1879) och Bernhard Cronholm (1813-1871).
Tonsättaren Johan Leonard Höijer (1815–1884) var adoptivson till handelsmannen Michael Cronholms ogifte bror Lars Cronholm.

## Medlemmar av släkten Cronholm[1]
- Lars Andreas Cronholm (1802-1858), godsförvaltare
  - Michael Cronholm (1838-1888), läkare, son till Lars Andreas Cronholm, ättlingar i USA[2]
  - Axel Cronholm (1840-1908), jurist, vice häradshövding, son till Lars Andreas Cronholm[2]
    - Folke Cronholm (1873-1945), jurist och tjänsteman på utrikesdepartementet, son till Axel Cronholm
    - Viking Cronholm (1874–1961), sjukgymnast, boxare, introducerade jujutsu till Sverige, son till Axel Cronholm

  - Gomer Cronholm, son till Lars Andreas Cronholm[3]
    - Oscar Cronholm (1883-), rektor, pionjär för sexualundervisning, son till Gomer Cronholm[3][4]
      - Börje Cronholm (1913–1983), professor i psykiatri, son till Oscar Cronholm
        - Tomas Cronholm (1943-), professor i medicinsk och fysiologisk kemi, son till Börje Cronholm
          - Ellen Cronholm (1971-), bildkonstnär, dotter till Tomas Cronholm

- Frans Cronholm, borgmästare i Landskrona[5]
  - Abraham Peter Cronholm (1809-1879), professor i historia, son till Frans Cronholm[5]
  - Bernhard August Cronholm (1813-1871), redaktör för Snällposten i Malmö, son till Frans Cronholm[5]